# Straßenbahn der Gemeinde Steglitz

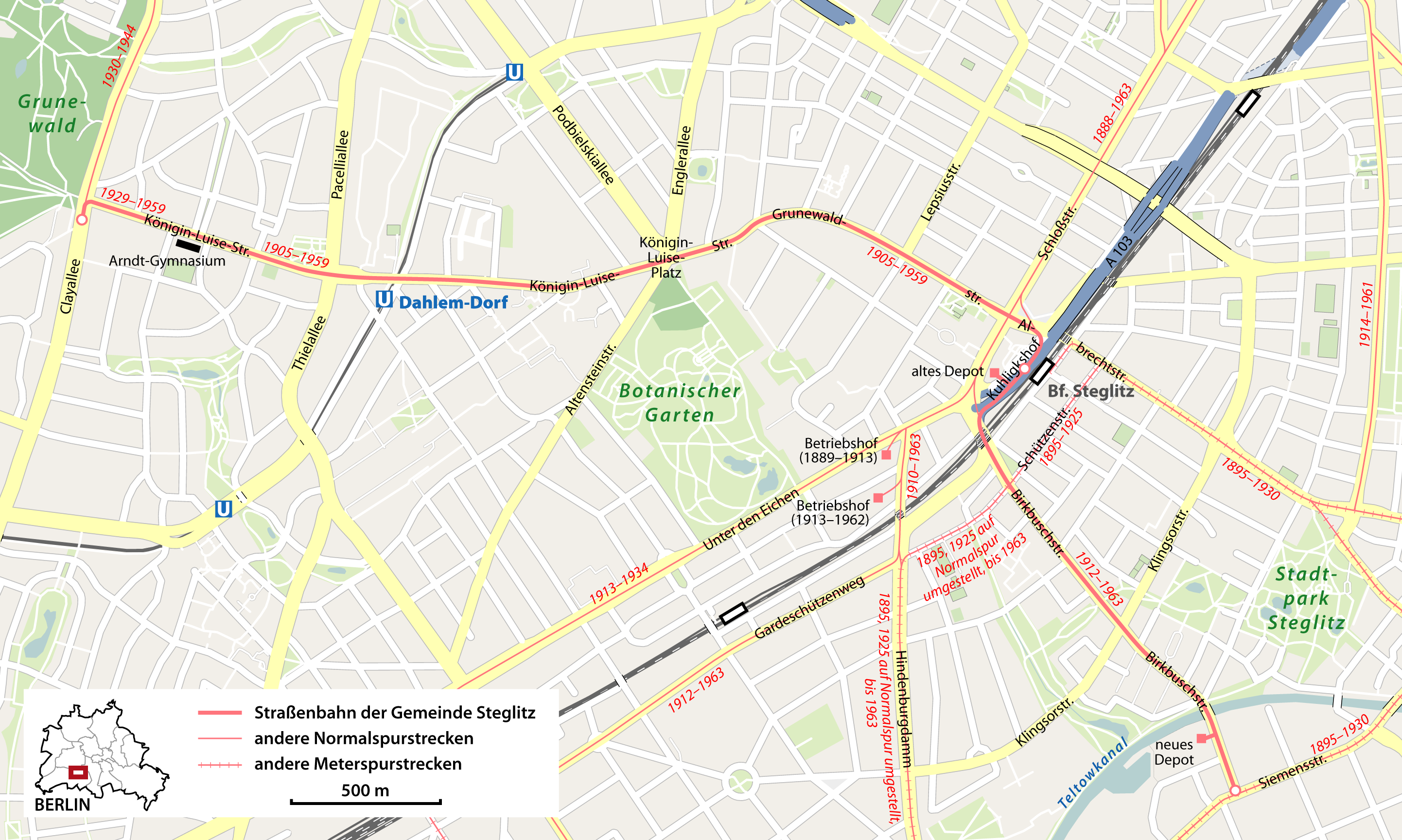
Verlauf der Grunewaldbahn im Netz der Berliner Straßenbahn

Die Straßenbahn der Gemeinde Steglitz, auch Grunewaldbahn (GWB) genannt, war der Straßenbahnbetrieb der damaligen Landgemeinde Steglitz bei Berlin. Am 2. November 1905 wurde die normalspurige Linie vom Bahnhof Steglitz in Richtung Westen bis zum Rand des Grunewalds eröffnet. 1912 wurde sie in Richtung Osten bis zur Kreuzung Birkbuschstraße Ecke Siemensstraße verlängert, jetzt war die Linie 5,13 Kilometer lang.
Am 1. Oktober 1920 ging die Bahn infolge des Groß-Berlin-Gesetzes in das Eigentum der Stadt Berlin über, am 16. April 1921 erfolgte die Eingliederung in die Berliner Straßenbahn. Ab dem 2. Januar 1922 war die Strecke über Weichenverbindungen am Rathaus Steglitz mit dem übrigen Netz verbunden. Beide Streckenäste befuhren fortan verschiedene Linien, die dann gemeinsam über die Schloßstraße in die Berliner Innenstadt geführt wurden. Zum 1. Oktober 1959 wurde der Westast stillgelegt, der Ostast folgte am 2. Mai 1963.

## Geschichte

### Vorgeschichte und Bau

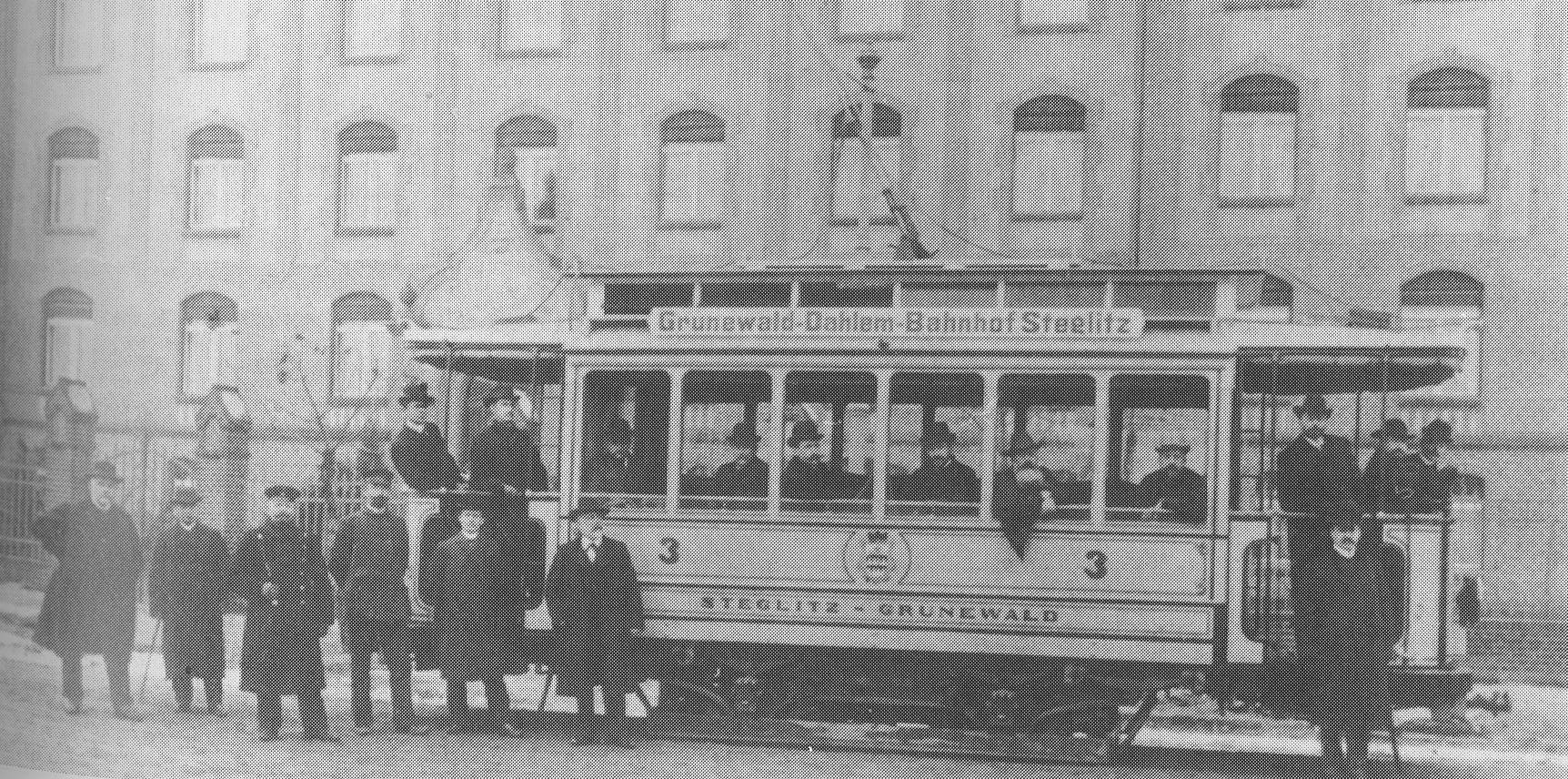
Triebwagen 3 als Eröffnungszug mit Ehrengästen vor der Biologischen Reichsanstalt, 1905

Steglitz wuchs zum Ende des 19. Jahrhunderts zu einem Villenvorort im Berliner Südwesten heran. Ab 1894 bemühte sich die Gemeinde, die neu erschlossenen Flächen im Westen des Ortes an die Eisenbahn anzuschließen. Die ersten Pläne sahen eine Straßenbahnlinie vom Bahnhof Steglitz über Dahlem zum Jagdschloss Grunewald vor. Der preußische Forstfiskus hatte jedoch Bedenken gegen diese Pläne geäußert und das Vorhaben damit gestoppt. Zwischenzeitlich kamen Pläne auf, die Strecke in Form einer „Gleislosen Bahn“ anstelle einer Straßenbahn zu realisieren. 1902 entschied die Steglitzer Gemeindeversammlung sich für den Bau einer verkürzten Strecke vom Bahnhof zum Rand des Grunewalds. Es wurde eine sieben Mitglieder starke Kommission gewählt, welche die weiteren Details ausarbeiten sollte.
Die ersten Verhandlungen mit der Westlichen Berliner Vorortbahn (WBV), deren Linien bereits über Steglitzer Gebiet verliefen, blieben erfolglos, da das Unternehmen die Strecke als nicht profitabel genug ansah. Die Unterstützung der Firma Siemens & Halske, eine Kostenbeteiligung der Domäne Dahlem sowie die Spende eines Unbekannten führten letztlich zur Realisierung des Vorhabens. Am 11. November 1904 fasste die Gemeindeversammlung den Beschluss zum Bau einer elektrischen Straßenbahn vom Bahnhof zum Grunewaldgatter in Dahlem. Mit der Bauausführung wurde im Sommer 1905 Siemens & Halske beauftragt. Die Kosten für den Bau der Strecke und einen Betriebshof mit Werkstatt sowie für die Fahrzeuge wurden mit 330.000 Mark veranschlagt.

### Die ersten Betriebsjahre
| Jahr | Einnahmen | Ausgaben | Zuschüsse |
| ---- | --------- | -------- | --------- |
| 1906 | 44.134 M  | 78.030 M | 33.896 M  |
| 1907 | 50.701 M  | 88.046 M | 37.345 M  |
| 1908 | 57.653 M  | 90.733 M | 33.080 M  |

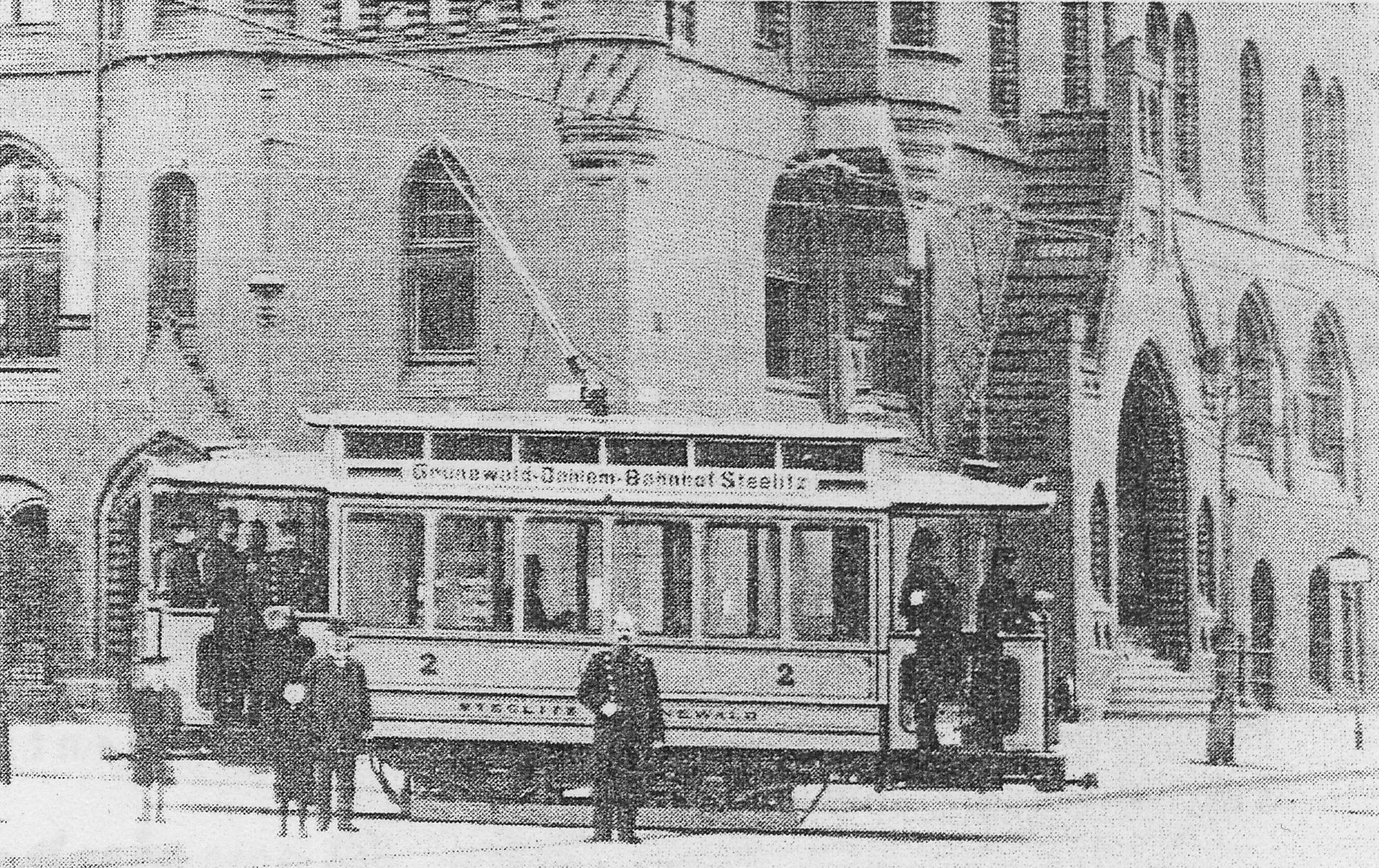
Triebwagen 2 vor dem Rathaus Steglitz, um 1908

Nach etwa einem halben Jahr Bauzeit konnte die Strecke am 2. Dezember 1905 um 10 Uhr landespolizeilich abgenommen werden. Um 14 Uhr war die offizielle Eröffnung der Bahn, die Nutzung war für den Publikumsverkehr bis 23 Uhr kostenlos. Am folgenden Tag wurde der reguläre Betrieb aufgenommen. Die Gemeinde hatte dem Betreiber für die ersten 130.000 geleisteten Wagenkilometer je 27,5 Pfennig, für die darüber hinausgehenden Leistungen 25,5 Pfennig je Kilometer zu zahlen. Die Fahrleistungen der Beiwagen wurden als halbe Triebwagen-Kilometer verrechnet. Für den Betrieb standen zunächst fünf Trieb- und vier Beiwagen zur Verfügung. Diese verkehrten von 6 Uhr bis nach Mitternacht im 20-Minuten-Takt, später wurde ein Zehn-Minuten-Takt eingeführt. Die Fahrtdauer betrug in einer Richtung etwa 13 Minuten. Vor allem im Ausflugsverkehr an den Wochenenden war die Bahn stark beansprucht, unterhalb der Woche weniger. Im Volksmund setzte sich daher schnell der Name „Barometerbahn“ durch.

### Im Betrieb der Teltower Kreisbahnen

Fahrkarte der Grunewaldbahn ab 1909

Fahrplan der Grunewaldbahn ab dem 1. November 1911

Ab dem 1. April 1909 übernahmen die Teltower Kreisbahnen (TKB) die Betriebsführung. Im Jahr 1910 begann die stark anwachsende Gemeinde Steglitz den Bau eines eigenen Kraftwerks an der Birkbuschstraße in Höhe des Teltowkanals. Dieses sollte sowohl die Gemeinde als auch die Bahn mit Strom versorgen. Daraufhin wurde die Strecke über den Kuhligkshof und die Birkbuschstraße bis zur Kreuzung Siemensstraße verlängert. Am 17. August 1912 konnte die Verlängerung für den regulären Verkehr freigegeben werden; die Gesamtfahrzeit auf der nun 5,1 Kilometer langen Strecke betrug etwa 22 Minuten. Die Verlängerung sorgte dafür, dass die Bahn nun einen Überschuss erwirtschaftete. Zuvor musste die Gemeinde die fehlenden Einnahmen mit Zuschüssen ausgleichen.
Der Fahrpreis betrug bis 1912 für die Gesamtstrecke einheitlich 10 Pfennig, Teilstreckenfahrscheine wurden nicht ausgegeben. Zudem wurden Monatskarten für 4 Mark, Monatskarten für Schüler und Studenten für 3 Mark sowie Arbeiterwochenkarten für 60 Pfennig ausgegeben. Letztere waren nur an Werktagen bis 8 Uhr und ab 17 Uhr gültig. Nach der Streckenverlängerung wurde ein Gesamtfahrpreis von 15 Pfennig erhoben. Teilstreckenkarten zum Preis von 10 Pfennig galten für die Abschnitte Birkbuschstraße Ecke Siemensstraße – Grunewaldstraße Ecke Kaiser-Wilhelm-Straße (heute: Schmidt-Ott-Straße) und Bahnhof Steglitz – Grunewald. Zudem gab es ab dieser Zeit Fahrscheine mit Umsteigeberechtigung zwischen der Grunewaldbahn und den Strecken der TKB. Infolge der Inflation kam es im Laufe des Ersten Weltkriegs und den darauf folgenden Jahren zu einem starken Ansteigen der Fahrpreise. Am 1. Dezember kostete so ein Einzelfahrschein 50 Pfennig, eine Sammelkarte 3,50 Mark, die Monatskarte 30 Mark, die Schülermonatskarte 12 Mark und die Arbeiterwochenkarte 4 Mark.

### Im Betrieb der Berliner Straßenbahn
Am 1. Oktober 1920 ging die Straßenbahn infolge des Groß-Berlin-Gesetzes in das Eigentum der Stadtgemeinde Berlin über. Die Berliner Straßenbahn übernahm die Grunewaldbahn sowie die Teltower Kreisbahnen am 16. April 1921. In jene Zeit fällt auch die Umstellung der Stromabnahme von Bügel- auf Rollenstromabnehmer. Ab 5. November erhielt die Strecke vorübergehend die Liniennummer E. Nach Einbau einer Weichenverbindung am Rathausplatz (heute: Hermann-Ehlers-Platz) fuhren die Züge von Dahlem kommend ab dem 2. Januar 1922 als Linie 24, die von der Birkbuschstraße kommenden Züge zunächst als Linie 59, später als Linie 169 direkt in die Berliner Innenstadt. Nach der inflationsbedingten Einstellung des Straßenbahnverkehrs in Berlin am 9. September 1923 verkehrte auf der Strecke der Grunewaldbahn etwa ein halbes Jahr lang keine Straßenbahn. Der Dahlemer Ast wurde ab 18. März 1924 durch die Linie 43 bedient, der Abschnitt durch die Birkbuschstraße ab 31. März 1924 durch die Linie 45.
Die westliche Endstelle vor dem Arndt-Gymnasium wurde am 23. September 1929 aufgegeben und die Bahn bis zur Kronprinzenallee (heute Clayallee) verlängert. Ab dem 15. November 1934 wurde die Bedienung durch die Linie 40 übernommen. Am 18. Oktober 1936 wurde die Endstelle in die Kronprinzenallee verlegt und eine Gleisverbindung zum Roseneck hergestellt. Gegen Ende des Zweiten Weltkriegs wurde der Dahlemer Ast außerhalb der Hauptverkehrszeiten nicht mehr bedient. Die kriegsbedingte Einstellung des Betriebes folgte im April 1945.
Nach einer etwa anderthalbjährigen Pause wurde die Strecke der Grunewaldbahn am 16. September 1946 wieder in Betrieb genommen und auf der gesamten Länge von der Linie 40 bedient. Hinzu kam die Linie 44, die den Abschnitt zwischen Rathausplatz und Birkbuschstraße mit befuhr. Die östliche Endstelle befand sich vorerst am Teltowkanal, da die dortige Kanalbrücke zerstört war. Am 15. Januar 1948 war die Brücke wiederhergestellt und die Endstelle an der Birkbuschstraße Ecke Siemensstraße wieder bedient. Zwischen dem 5. April und dem 12. April 1948 wurde die Linie 40 als erste Straßenbahnlinie Berlins von Rollen- auf Bügelstromabnehmer umgestellt.

### Stilllegung

Zwei TM 36 und ein TM 31 U an der Endhaltestelle Birkbuschstraße, eine Woche vor der Betriebseinstellung. Die Haltestellenfahne weist bereits auf den Autobus hin.

Am 1. Oktober 1959 wurde der Dahlemer Ast stillgelegt und die Leistungen der Linie 40 durch die Omnibuslinie A68 übernommen. Der Fahrgastandrang war so hoch, dass die sonst zehn Minuten dauernde Fahrt von Dahlem zum Rathaus Steglitz eine halbe Stunde in Anspruch nahm. Die Linie 44 verkehrte bis zum 3. Mai 1961 auf dem alten Ostast, wurde dann auf Grund des Baus der Westtangente über Hindenburgdamm und Schützenstraße umgeleitet und am 2. Mai 1963 schließlich eingestellt. Die Bedienung erfolgte fortan durch die Buslinie A86.

## Infrastruktur

### Streckenbeschreibung

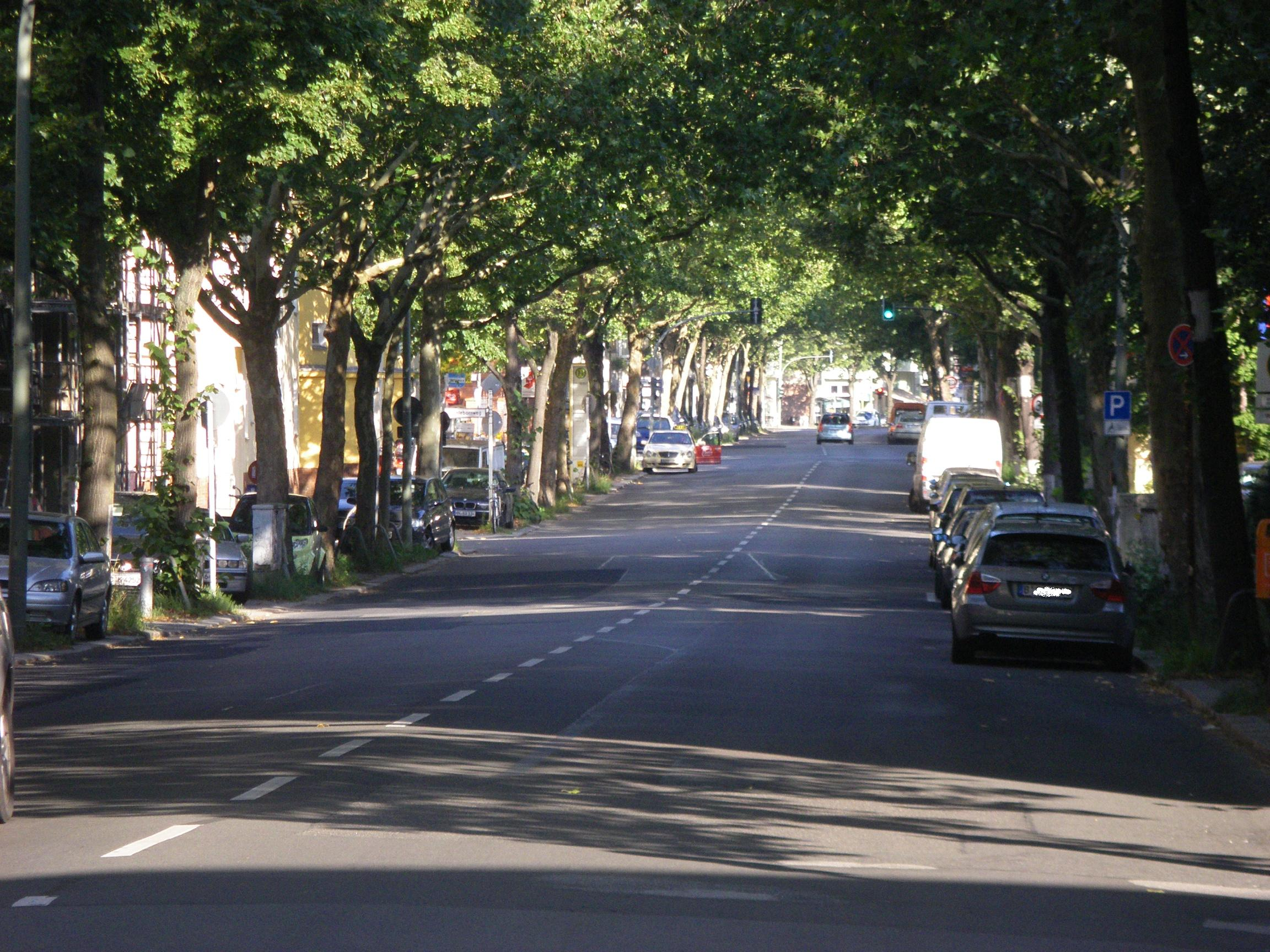
In der Birkbuschstraße erinnert 50 Jahre nach der Stilllegung nichts mehr an eine Straßenbahn, 2010

Die von der Gemeinde Steglitz errichtete Strecke hatte zur Betriebsaufnahme 1905 eine Länge von 3,2 Kilometern. Die Strecke begann am Kuhligkshof vor dem Bahnhof Steglitz und führte über Albrechtstraße, Rathausplatz, Grunewaldstraße und Königin-Luise-Straße zum Arndt-Gymnasium am Grunewaldgatter. An der Ecke Albrecht-/Schloßstraße kreuzte die Bahn die Gleise der WBV. Da die Straßen in einem ungünstigen Winkel zueinander standen, wurde 1916 an dieser Stelle einer der ersten Verkehrsspiegel angebracht. Der Abschnitt zwischen Bahnhof und Königin-Luise-Platz war zweigleisig ausgeführt. Auf dem eingleisigen Abschnitt befand sich auf halber Strecke eine Ausweiche. Beide Endhaltestellen waren als Kuppelendstellen ausgeführt.
Ab 1912 betrug die Streckenlänge mit der zweigleisig ausgeführten Verlängerung zur Birkbuschstraße Ecke Siemensstraße 5,13 Kilometer; gleichzeitig erhielt auch der Abschnitt von Königin-Luise-Platz bis Grunewaldgatter ein zweites Gleis. An der Kreuzung Birkbuschstraße/Schützenstraße kreuzte sie die Gleise der TKB. Auch an der neuen Endstelle in der Birkbuschstraße befand sich eine Kuppelendstelle zum Kehren der Züge. Die Gesamtlänge einschließlich der Depotgleise wird für 1916 mit einer Länge von 11,03 Kilometern angegeben. Die Stromzufuhr erfolgte über Oberleitung bei 600 Volt Gleichstrom.

### Depots und Energieversorgung
Der ursprüngliche Betriebshof befand sich unweit des Bahnhofs Steglitz am Kuhligkshof. Die Gemeinde pachtete hierfür ein 805 Quadratmeter großes Grundstück und entrichtete jährlich 500 Mark Pacht, ab 1910 dann 800 Mark. Die notwendige Energie wurde durch die Berliner Vororts-Elektrizitäts-Werke eingespeist. Das Depot wurde nach Eröffnung des neuen Betriebshofs 1911 geschlossen und kurz darauf abgerissen. Auf dem Gelände befindet sich heute der Steglitzer Kreisel.
In den Jahren 1910 und 1911 errichtete die Gemeinde an der Birkbuschstraße auf Höhe des Teltowkanals ein eigenes Kraftwerk. Es diente sowohl der Energieversorgung der Gemeinde als auch der Bahn. Neben dem Kraftwerk wurde eine neue Wagenhalle mit Reparaturwerkstatt errichtet. Dieser Betriebshof wurde 1929 von der BVG geschlossen und das Gelände samt Kraftwerk an die Bewag übertragen. Im ehemaligen Kraftwerk Steglitz ist heute das Berliner Energie-Museum untergebracht. Die Wagenhalle, ein Stahlfachwerkbau, ist nicht mehr erhalten, die Werkstatthalle des Kraftwerks soll ursprünglich vom Betriebshof der Straßenbahn genutzt worden sein.

## Fahrzeugeinsatz

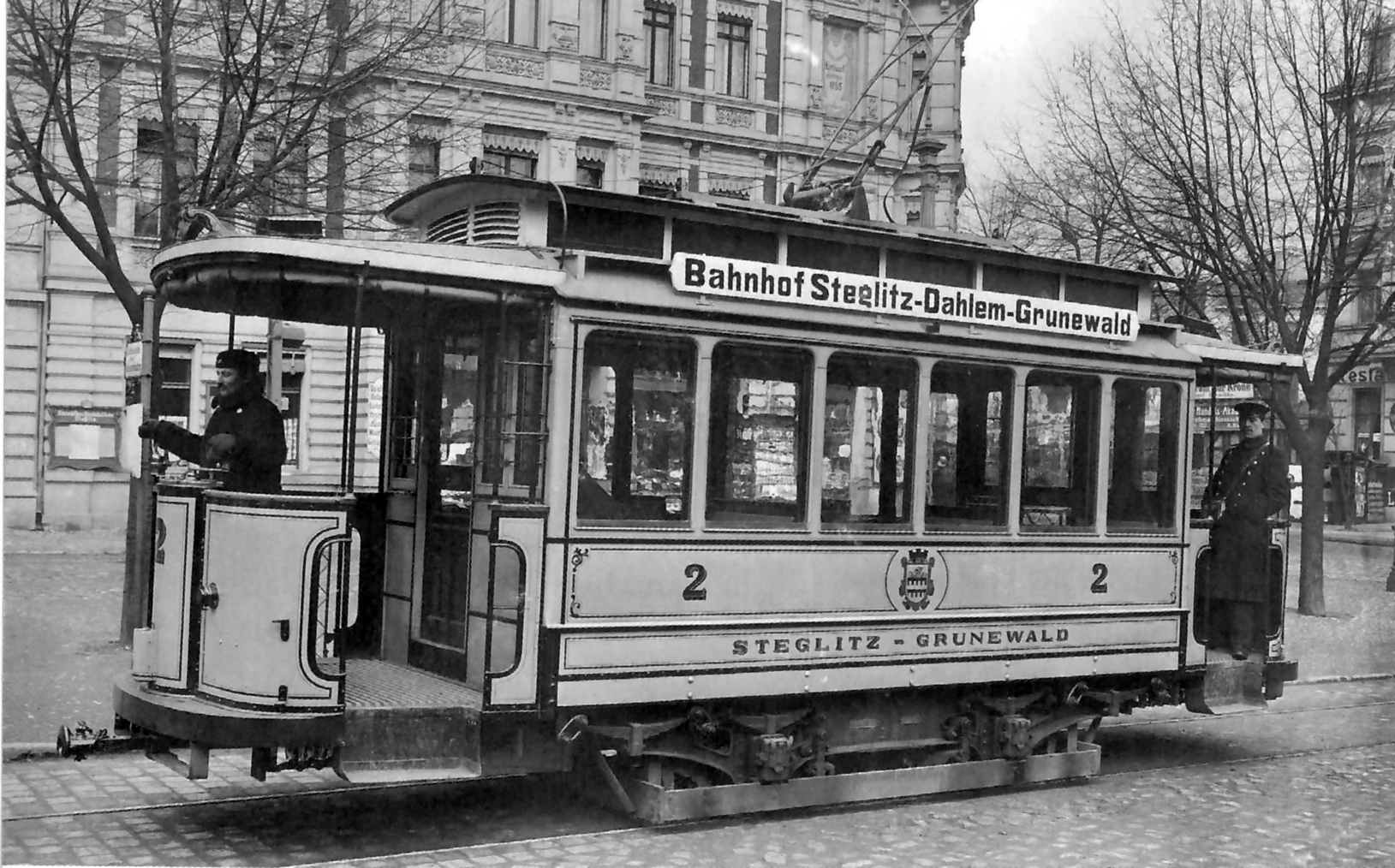
Triebwagen 2 in Steglitz, um 1906

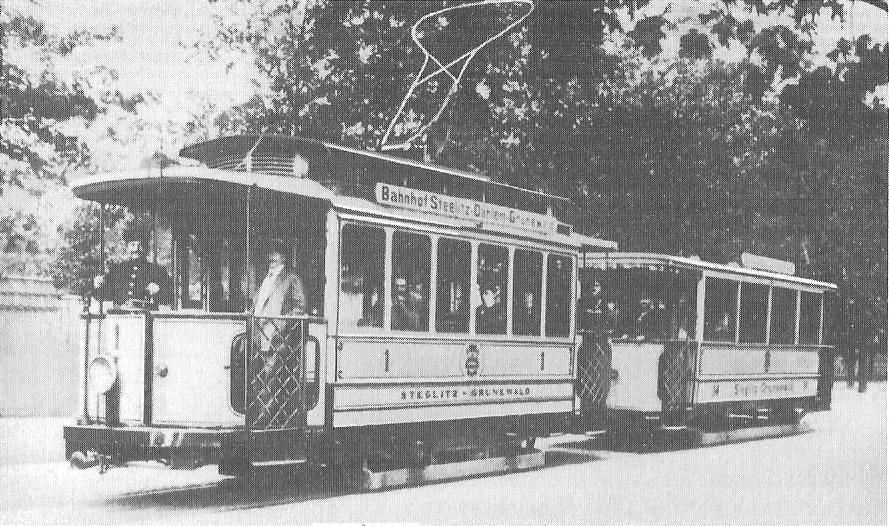
Triebwagen 1 und Beiwagen 14 am Grunewaldgatter, um 1906

Zum Zeitpunkt der Übernahme durch die Berliner Straßenbahn verfügte die Grunewaldbahn über neun Trieb- und neun Beiwagen. Die Fahrzeuge waren hellgelb lackiert. Im unteren Fensterband waren der Schriftzug Steglitz – Grunewald sowie das Wappen der Landgemeinde Steglitz angebracht. Oberhalb der Seitenfenster gaben Schilder den Verlauf der Linie an. Alle Wagen wurden elektrisch geheizt.
Triebwagen 1–5
Die Triebwagen 1–5 wurden für die Eröffnung beim Waggonbau Busch in Bautzen gefertigt. Die zweiachsigen Wagen verfügten über offene Einstiegsplattformen und sechs Seitenfenster. Im Innern boten sie 18 Sitzplätze, die mit quer angeordnet und mit Teppichstoffen ausgekleidet waren, sowie 15 Stehplätze. Die Wagen wurden nach 1914 auf der Linie Bahnhof Groß-Lichterfelde Süd–Händelplatz der Teltower Kreisbahnen eingesetzt. 1921 erhielten sie vorübergehend die Wagennummern 4306–4310. 1924/1925 erfolgte eine Umspurung für das Meterspurnetz sowie die Umnummerierung in 4344II–4347II und 4348. Nach Aufgabe des Meterspurnetzes 1930 wurden die Wagen verschrottet.
Triebwagen 6–9
Für die Streckenverlängerung entlang der Birkbuschstraße wurden vier Triebwagen mit geschlossenen Plattformen bei der Gottfried Lindner AG in Ammendorf beschafft. Gegenüber ihren Vorgängern verfügten die Wagen über 24 Sitzplätze. Ab 1921 wurden sie unter den Nummern 4311–4314 geführt. 1925 erhielten sie die Berliner Einheitsplattformen, 1934 die Typenbezeichnung TF 12/25. Nach der Betriebsteilung der Berliner Verkehrsbetriebe verblieben die vier Wagen bei der BVG-West, wo sie bis 1950 aus dem Personenverkehr genommen wurden. Die Wagen 4311 und 4313 verrichteten daraufhin ihren Dienst als Arbeitstriebwagen A290 beziehungsweise A41 und wurden bis 1960 schließlich ausgemustert.
Beiwagen 11–14
Ebenfalls zur Eröffnung orderte die Bahn vier Beiwagen bei Busch. Die Wagen hatten wie die Triebwagen offene Plattformen und verfügten über vier Seitenfenster. Die Sitzplätze waren aus Holz gefertigt und boten quer angeordnet 24 Fahrgästen Platz. Hinzu kamen 14 Stehplätze. Die Wagen erhielten bei der Übernahme durch die Berliner Straßenbahn die Wagennummern 1745–1748 und wurden Mitte der 1920er Jahre ausgemustert.
Beiwagen 15–16
Für den Ausflugsverkehr an den Wochenenden beschaffte die GWB im Jahr 1910 zwei weitere Beiwagen (15–16), die über sechs Seitenfenster und offene Plattformen verfügten. Die Wagen erhielten nach der Übernahme die Wagennummern 1749–1750 und wurden Mitte der 1920er Jahre ausgemustert.
Beiwagen 17–19
Zeitgleich mit den Triebwagen 6–9 wurden die Beiwagen 17–19 bei Busch beschafft. Sie ähnelten im Aufbau den Wagen 15–16. 1921 erhielten sie die neuen Wagennummern 1751–1753. 1925 wurden sie in 1490II–1492II umnummeriert und zwei Jahre später modernisiert, wobei sie geschlossene Plattformen erhielten. 1934 erhielten sie trotz ihres Baujahres 1912 die Typenbezeichnung B 07/27. Dies hängt damit zusammen, dass der Umbau zeitgleich mit acht ähnlichen Beiwagen der Teltower Kreisbahnen aus dem Jahr 1907 erfolgte. Wagen 1490II ging im Zweiten Weltkrieg verloren, 1491II gelangte 1949 zur BVG (West) und wurde dort zu Beginn der 1950er Jahre ausgemustert. Wagen 1492II gelangte zur BVG (Ost) und wurde dort im November 1965 ausgemustert.
Arbeitswagen
Neben den 18 Personenwagen besaß die Grunewaldbahn auch einen Sprengbeiwagen sowie einen Salzwagen, der auch als Schneepflug verwendet werden konnte.
| Baujahr | Hersteller | Nr. Steglitz | Nr. (ab 1921) | Nr. (ab 1925)       | Verbleib |
| ------- | ---------- | ------------ | ------------- | ------------------- | --- |
| 1905    | Busch      | 1–5          | 4306–4310     | 4344II–4347II, 4348 | 1925 Umbau in Meterspur; 1930 ausgemustert |
| 1912    | Lindner    | 6–9          | 4311–4314     |                     | 1949 Tw 4311–4313 zur BVG (West); 1950 Tw 4311 und 4313 in ATw A290 und A41, Tw 4312+4314 ausgemustert 1960 ATw A41+A290 ausgemustert;            |
| 1905    | Busch      | 11–14        | 1745–1748     |                     | um 1925 ausgemustert |
| 1910    | Busch (?)  | 15–16        | 1749–1750     |                     | um 1925 ausgemustert |
| 1912    | Busch      | 17–19        | 1751–1753     | 1490II–1492II       | 1945 Bw 1490II ausgemustert (Kriegsverlust); 1949 Bw 1491II zur BVG (West), 1949–56 ausgemustert; 1949 Bw 1492II zur BVG (Ost), 1965 ausgemustert |